# Арасена
Арасена (ісп. Aracena) — муніципалітет в Іспанії, у складі автономної спільноти Андалусія, у провінції Уельва. Населення — 7739 осіб (2010).

## Географія
Муніципалітет розташований на відстані близько 370 км на південний захід від Мадрида, 80 км на північний схід від Уельви.

## Історія
1267 року, за умовами Бадахоського договору між Португальським королівством та Кастильською Короною, Арасена визнавалась володінням останньої.
1297 року Арасену було визнано кастильською також за умовами Альканісеського договору між Португалією та Кастилією.

## Парафії
На території муніципалітету розташовані такі населені пункти: (дані про населення за 2010 рік)
- Арасена: 6739 осіб
- Карбонерас: 124 особи
- Кастаньюелос: 127 осіб
- Кортерранхель: 12 осіб
- Хабугільйо: 172 особи
- Ла-Умбрія: 262 особи
- Вальдесуфре: 303 особи

## Демографія
Динаміка населення (INE ):

## Галерея зображень

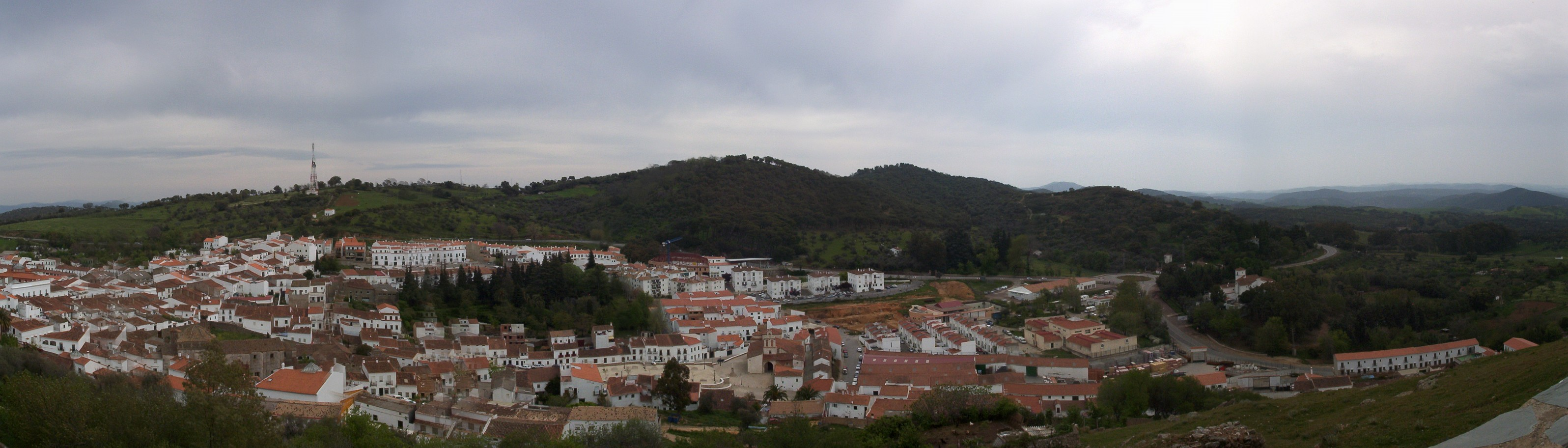
Панорама з замку
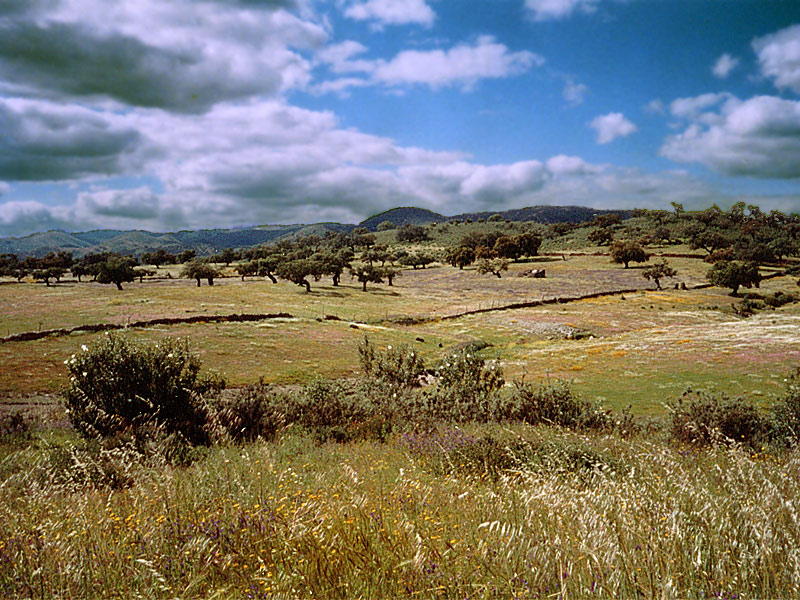
Природний парк Сьєрра-де-Арасена
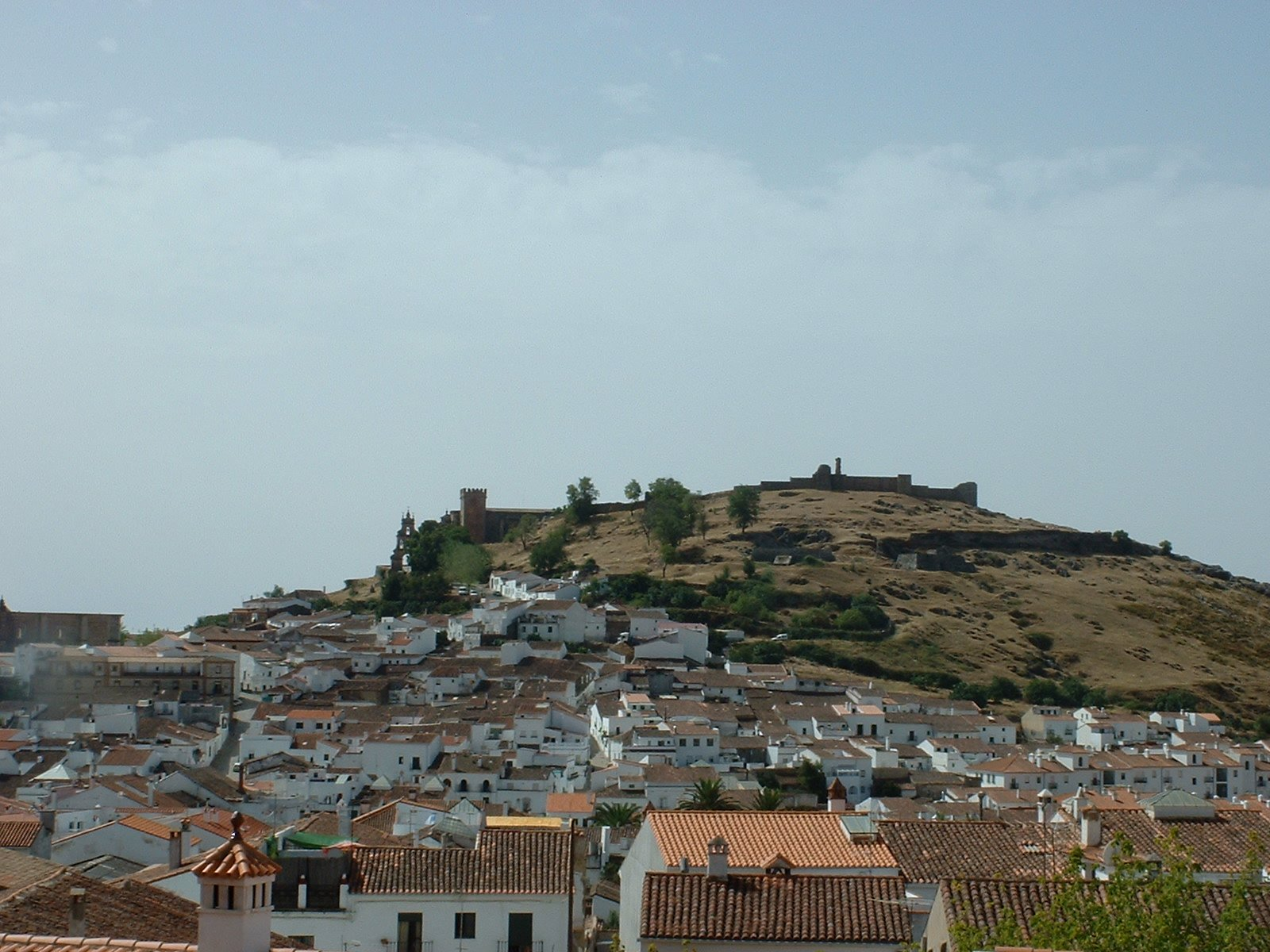
Місто і замок
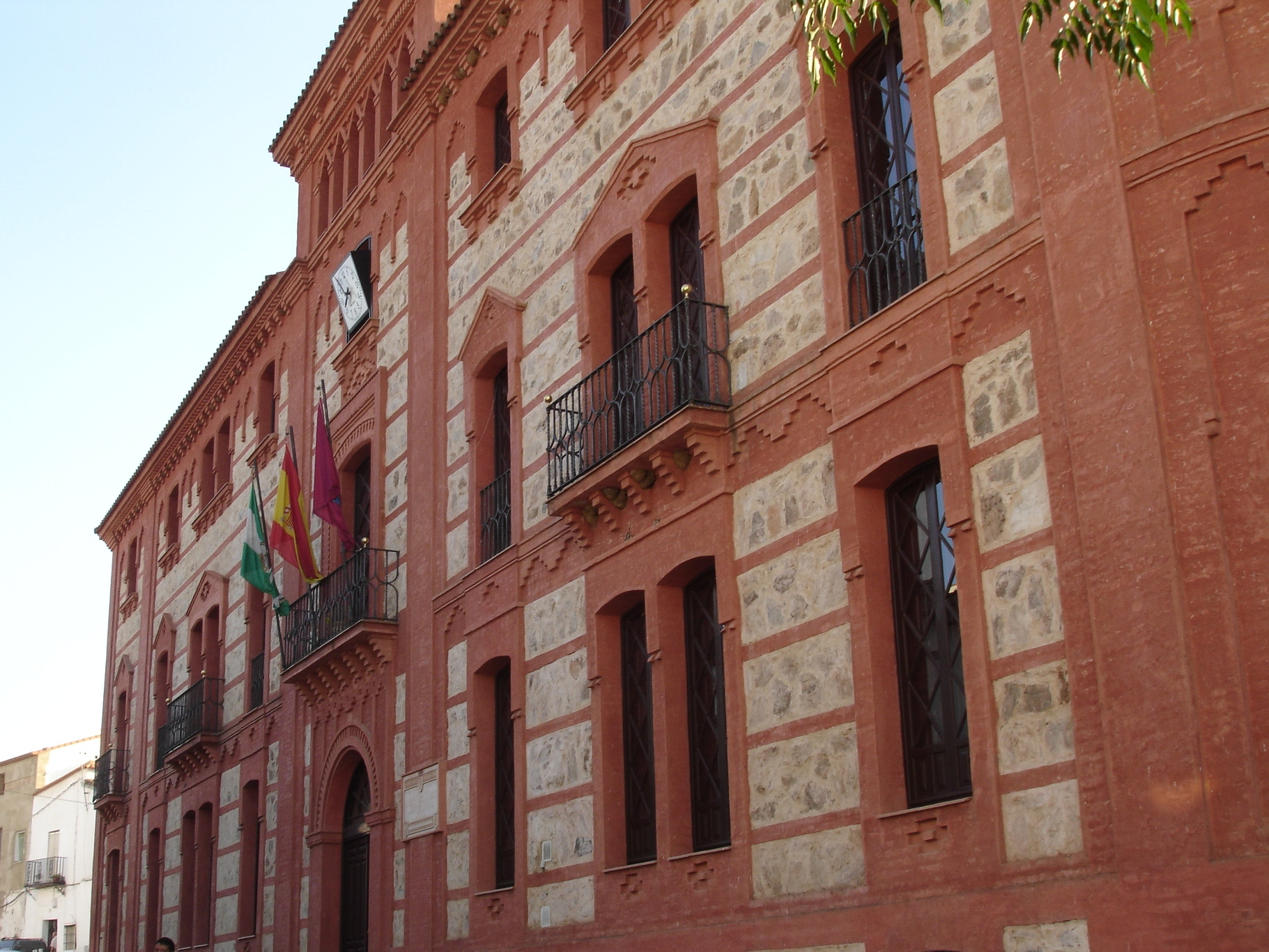
Муніципальна рада
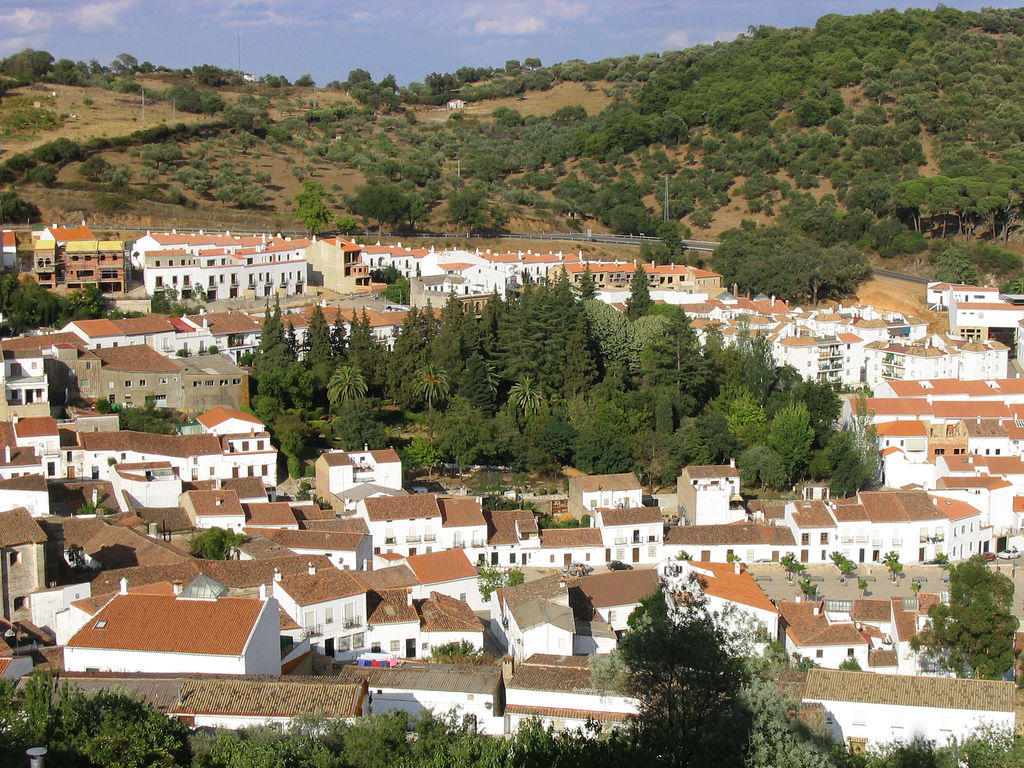
Місто
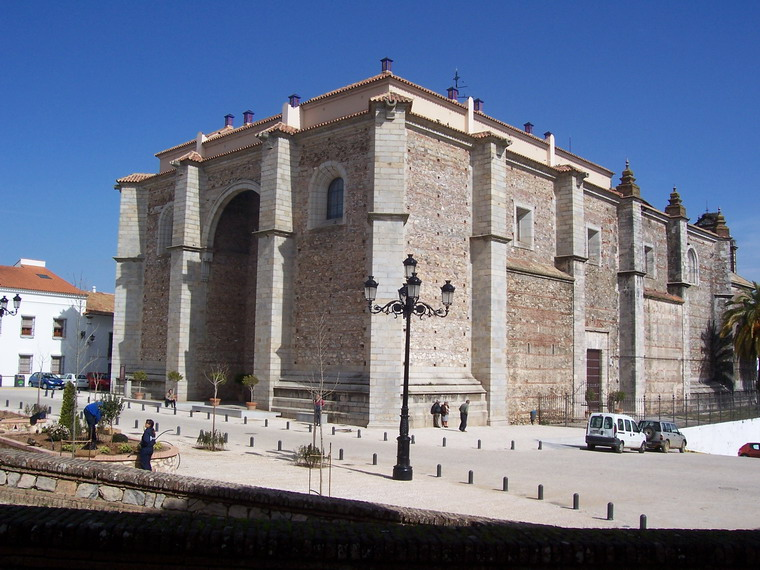
Парафіяльна церква Нуестра-Сеньйора-де-ла-Асунсьйон
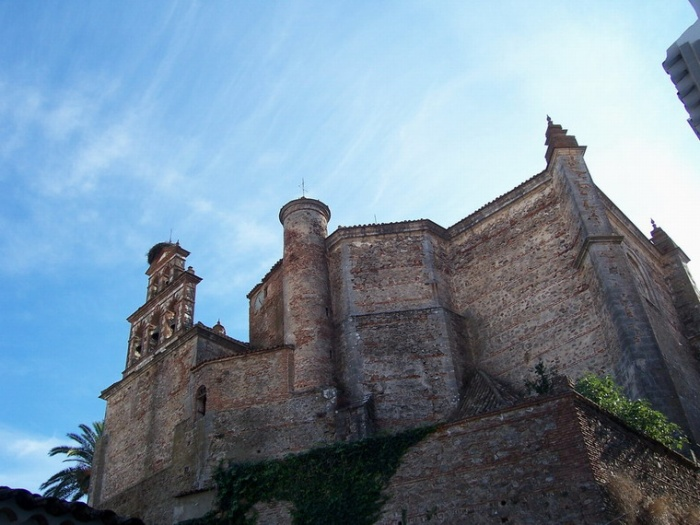
Парафіяльна церква Нуестра-Сеньйора-де-ла-Асунсьйон
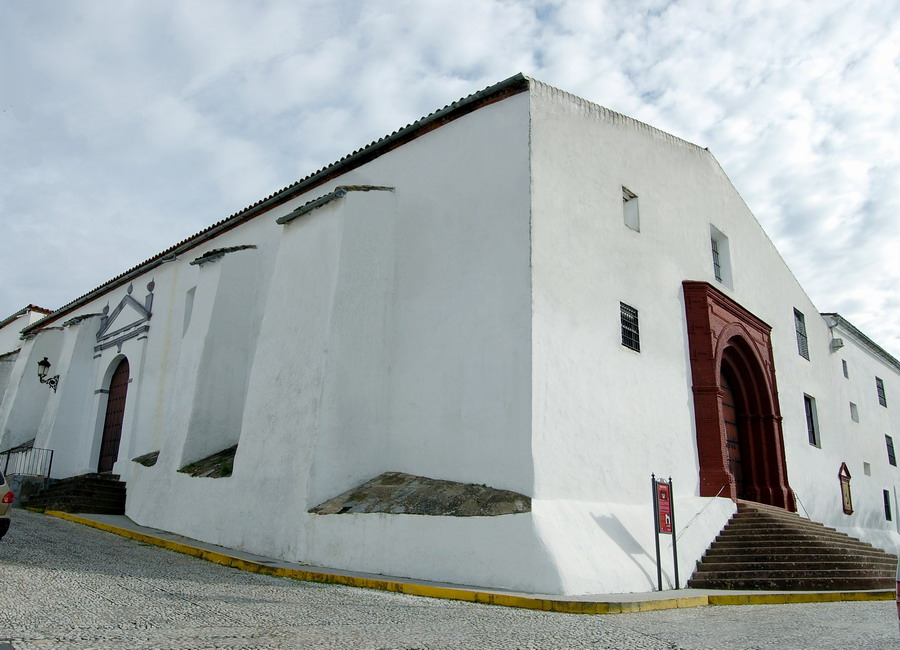
Монастир Санта-Каталіна-Мартір